# 우르술라 곤살레스
우르술라 사라이 곤살레스 하라테(스페인어: Úrsula Sarahí González Garate, 1991년 11월 22일 ~ )는 멕시코의 펜싱 선수로 주 종목은 사브르이다. 그녀는 자국 과달라하라에서 열린 2011년 팬아메리칸 게임의 여자 사브르 단체전에서 멕시코 대표로 은메달을 획득하였다.
곤살레스는 런던에서 열린 2012년 하계 올림픽의 여자 사브르 개인전에서 멕시코 대표로 출전하였다. 불행하게도, 그녀는 나중에 이 토너먼트에서 금메달을 차지한 대한민국의 김지연에게, 3-15로 패했다. 이 경기는 이 토너먼트에서 가장 점수차가 많이 난 경기이기도 하다.